# Куклянка
Куклянка — річка у Волковиському й Берестовицькому районах, Гродненська область, Білорусь. Права притока річки Свіслоч (басейн Німану).

## Опис
Довжина річки 14 км, похил річки 1,8 м/км, сточище — 72 км². Формується притокою та безіменними струмками. Річище упродовж 7 км каналізоване (від витоку до селища Кватори).

## Розташування
Бере початок за 2 км на північний схід від села Куколкі. Тече переважно на південний захід через село Сироїжки та селище Кватори й на південний схід від села Дев'ятки впадає в річку Свіслоч, ліву притоку річки Німан.

## Цікаві факти
- У XIX столітті на річці існувало 2 водяних млинів[2].